# Gudrun Pflüger
Gudrun Pflüger (Graz, 18 agosto 1972 – Radstadt, 17 agosto 2023) è stata una fondista di corsa in montagna, biologa e attivista austriaca.

## Biografia
Vinse quattro volte i Campionati mondiali di corsa in montagna (1992, 1994, 1995, 1996).
Dopo il ritiro completò i suoi studi in biologia e lavorò in Canada, nella Columbia Britannica, impegnandosi attivamente nello studio e nella protezione dei lupi.
Gudrun Pflüger è morta a Radstadt il 17 agosto 2023, alla vigilia del suo cinquantunesimo compleanno, dopo una lunga malattia. 